# Prattsville (Nueva York)
Prattsville es un pueblo ubicado en el condado de Greene en el estado estadounidense de Nueva York. En el año 2000 tenía una población de 665 habitantes y una densidad poblacional de 13.1 personas por km².

## Geografía
Prattsville se encuentra ubicado en las coordenadas 42°18′54″N 74°25′0″O / 42.31500, -74.41667.

## Demografía
Según la Oficina del Censo en 2000 los ingresos medios por hogar en la localidad eran de $30,655, y los ingresos medios por familia eran $33,571. Los hombres tenían unos ingresos medios de $35,313 frente a los $17,917 para las mujeres. La renta per cápita para la localidad era de $14,962. Alrededor del 11.5% de la población estaban por debajo del umbral de pobreza.